# 吐噶喇群島
吐噶喇群島（日语：／ Tokara Rettō）是萨南群島的一個群島，在行政區劃上，全境設立日本鹿兒島縣十島村。
由於「噶」字在日語中甚少使用，JIS X 0208中也不被收錄，因此「吐噶喇」常常被用片假名表記作「トカラ」，或用「喝」字取代，表記作「吐喝喇」。
吐噶喇群島過去曾有七島、川邊七島、寶七島等稱呼。在日本的天氣預報中，與奄美群島同歸入奄美地方進行播報。

## 歷史
吐噶喇群島於平安時代末期至鎌倉時代是薩摩平氏中河邊氏一族的勢力範圍。承久之亂（1221年）後為得宗家被官千竈氏領有。1277年被編入薩摩國川邊郡，但是否屬於日本朝廷實際支配之下不明。15至16世紀時期屬於種子島氏的勢力範圍。1450年，有一艘朝鮮船隻遭難，漂到臥蛇島，倖存者中2人被抓到薩摩、2人被抓到琉球。因此，有學者認為此時的臥蛇島處於日本、琉球兩屬狀態之下。
16至18世紀期間，吐噶喇群島為海賊「七島眾」占據。「七島眾」在薩摩、琉球貿易中扮演重要角色，他們在1609年薩摩侵略琉球的時候為薩摩藩軍隊充當領航員；另一方面，他們投機取巧地又將薩摩藩的內情泄露給了琉球。此役之後，吐噶喇群島開始受薩摩藩支配，薩摩藩在群島上分別設置七島地頭（島津家臣領有）和七島郡司（七島眾領有）。
1824年（文政七年），一艘英國捕鯨船來寶島，奪取島民的牛，後被島上的橫目射殺一人，是為寶島事件。翌年，江戶幕府頒佈異國船打拂令。
1944年，疏散平民的船隻「對馬丸」號在惡石島被美軍擊沉。
1946年1月29日，駐日盟軍總司令部命令將北緯30度以南的地區（包括口之島）全部置於琉球列島美國軍政府統治之下。依據這條命令，奄美群島全境歸美國軍政府統治；而吐噶喇群島則被一分為二，上三島（黑島、硫磺島、竹島）及其附屬島嶼仍歸日本統治，其餘部分（下七島）歸美國軍政府統治。日本的十島村政府辦公場所原在中之島，此時因中之島劃歸美國軍政府統治而臨時搬遷到了鹿兒島市，用來管理上三島事務。
1952年2月10日，吐噶喇群島中的「下七島」被美國歸還給日本。至此日本領有吐噶喇群島全境，原管理上三島的十島村即日起更名為三島村；而下七島之地即日起設置新的「十島村」。

## 自然
- 吐噶喇列島全境被指定為鹿兒島縣立自然公園，嚴禁將島上原生植物攜帶出境，也禁止捕捉昆蟲。[4]
- 吐噶喇山羊是小型的家畜山羊，在中之島上或能見到野生的吐噶喇山羊。[5]
- 這裡也是榻榻米表原料「七島藺」的發源地；該名稱是因為計入小寶島的話，吐噶喇列島總共有七個島嶼。七島藺的種苗在江戶時代從吐噶喇列島傳播到豐後國日出藩（現在的大分県日出町），後來被日本全國各地廣泛用為榻榻米表。在柔道草創時期，講道館的榻榻米也是使用七島藺，後來成為柔道專用榻榻米，在1964年東京奧運會的柔道比賽場地中也有使用。

## 主要島嶼
- 口之島
- 中之島
- 臥蛇島（無人島）
- 小臥蛇島（無人島）
- 平島
- 諏訪之瀨島
- 惡石島
- 小島（無人島）
- 小寶島
- 寶島
- 上之根島（無人島）
- 橫當島（無人島）

## 流行文化
蜻蛉高球：高爾夫球題材日本漫畫與電視動畫，其作品背景於本群島之中之島。